# Мошенничество

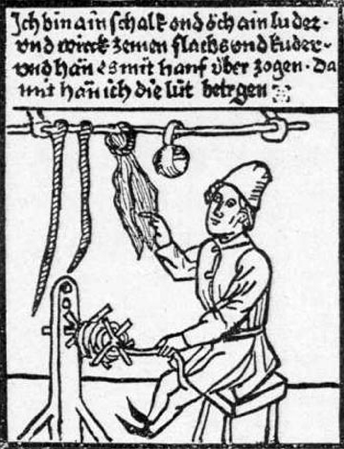
Немецкий канатодел, около 1460—1480 годов. Текст: «Я мошенник и вредитель. Я смешивал лён и обрезки льна и покрывал их пенькой. Так я обманывал людей». Лён был дешевле пеньки. Канатодел обманывал людей, используя пеньку для изготовления внешних слоёв веревки, тем самым придавая ей вид более качественной пеньковой веревки

Моше́нничество, или афери́зм, — хищение чужого имущества или приобретение права на чужое имущество путём обмана или злоупотребления доверием. Лицо, занимающееся этим, называется моше́нником или моше́нницей. При этом под обманом понимается как сознательное искажение истины (активный обман), так и умолчание об истине (пассивный обман). В обоих случаях обманутая жертва сама передаёт своё имущество мошеннику.
Изначально слово «мошенничество» (по Соборному уложению) означало «обманное, ловкое (иногда внезапное) хищение чужого имущества». Первое законодательное определение мошенничества, близкое к современному, было дано в Указе Екатерины II от 3 апреля 1781 года «О разных видах воровства и какие за них наказания чинит»: «Будь кто на торгу… из кармана что вынет… или внезапно что отымет, или обманом или вымыслом продаст, или весом обвесит, или мерою обмерит, или что подобное обманом или вымыслом себе ему не принадлежащее, без воли и согласия того, чьё оно».
Согласно действующему уголовному законодательству России, мошенничество можно определить как «совершенные с корыстной целью путём обмана или злоупотребления доверием противоправные безвозмездное изъятие и (или) обращение чужого имущества в пользу виновного или других лиц, причинившее ущерб собственнику или иному владельцу этого имущества, либо совершенные теми же способами противоправное и безвозмездное приобретение права на чужое имущество».
Форма мошеннических обманов очень разнообразна. Обман может совершаться в виде устного или письменного сообщения, либо заключаться в совершении каких-либо действий: фальсификации предмета сделки, применение шулерских приёмов при игре в карты или «в напёрсток», подмена отсчитанной денежной суммы фальсифицированным предметом («куклой»), обвес и тому подобное. Очень часто обман действием сочетается со словесным.
Злоупотребление доверием может выступать в качестве самостоятельного способа мошенничества (например, при получении кредита, который должник не намерен возвращать), но чаще сочетается с обманом.
Большинство мошенников обладает глубокими знаниями в разных областях деятельности, в том числе в психологии, экономике, разных отраслях права, информационных технологиях. Нередко хорошо осведомлены о порядках и методах работы органов государственной власти и правоохранительных органов.
Мошенники широко используют приёмы психологических манипуляций, в том числе часто следующие психологические уловки:
- предлагают совершить какую-либо сделку на условиях, которые значительно выгоднее обычных;
- заставляют жертву совершать какие-либо действия в спешке, мотивируя это различным образом;
- выдают себя за очень богатых, влиятельных и преуспевающих людей.

## Виды мошенничеств
- «Кукла»
- Кардинг
- Мошенничество с помощью служб знакомств
- Мошенничество с материнским капиталом
- Мошенничество с надомной работой
- Напёрстки (игра)
- Автоподстава — специально подстроенная автоавария с имитацией вины другого водителя, с целью получения компенсации.
- Обвес
- Обмер
- Обсчёт
- Страховое мошенничество
- Финансовая пирамида
- Фальшивые авизо
- «Высотка на шести сотках»
- Продажа изделий медицинского назначения, излечивающих неизлечимые болезни
- Мошенничество с автомобилями

- «Бесплатная юридическая консультация»

### Мошенничество посредством телефонной связи
Вид мошенничества в области информационных технологий, в частности, несанкционированные действия и неправомерное пользование ресурсами и услугами, хищение чужого имущества или приобретение права на чужое имущество путем ввода, удаления, модификации информации или другого вмешательства в работу средств обработки или передачи данных информационно-телекоммуникационных сетей.

### Мошенничество в Интернете
- Фишинг
- Вишинг
- Фарминг
- Кликфрод
- «Нигерийские письма»
- Мошенничество с помощью служб знакомств
- Капперство
- Мошеннические интернет-магазины
- Мошенничество с предоплатой
- Мошенничество при попытках незаконного получения военного билета
- Мошенничество с обещанием лёгкого заработка в Интернете (бинарные опционы, Интернет-казино, лже-коучинг)
- Компенсационные фонды и др .

### Мошенничество с пластиковыми картами
Были выявлены и классифицированы мошеннические схемы с применением пластиковых карт, в основе которых лежит незаконное списание денежных средств со счетов. Один из основных способов мошенничества с пластиковыми картами состоит в применении приёмов социальной инженерии.

### Мошенничество с автомобилями
Мошенничество с автомобилем (автомобилями) — заключается в том, что мошенник (первый, часто — участник группы мошенников) берёт у жертвы автомобиль в рассрочку либо в аренду (возможно с последующим выкупом). После нескольких выплат мошенник перестаёт платить и выходить на связь. Таким образом, он набирает по несколько десятков машин.

## Борьба с мошенничеством
Существуют специализированные организации по борьбе с мошенничеством. В ЕС этим занимается Европейское бюро по борьбе с мошенничеством, ЕББМ (OLAF, англ. European Anti-Fraud Office).
В МВД России борьбу с мошенничеством в основном осуществляют работники отделов экономической безопасности и противодействия коррупции. В некоторых ГУВД существуют и специализированные отделы по борьбе с мошенничеством (также см. Бюро специальных технических мероприятий).
29 декабря 2022 года приказом МВД России № 1110 создано «Управления по организации борьбы с противоправным использованием информационно-коммуникационных технологий МВД России».

## Мошенничество в искусстве
Как и другие сферы жизни искусство подвержено различным видам мошенничества. К наиболее известным из них относятся подделка картин, скульптур и других произведений искусства знаменитых авторов.

## Отражение мошенничества в искусстве
В литературе
Множество литературных произведений описывает мошенничество разных видов с различных сторон. Классическим описанием «бытового» мошенничества можно считать рассказ Эдгара По «Надувательство как точная наука», рассказывающий о множестве методов мелкого мошенничества, распространённых в США времён По.
Множество рассказов О. Генри (в частности сборник «Благородный жулик») рассказывает об американских мошенниках и их промысле.
Классическим литературным произведением, описывающим жизнь мошенника в СССР, является, безусловно, дилогия Ильфа и Петрова «12 стульев» и «Золотой телёнок», причём в ней можно выделить подробное и достаточно квалифицированное описание самой специфичной части техники мошенничества — работа с жертвой.
В видеоиграх
BioShock (мошенник Фрэнк Фонтейн, выдавал себя за Атласа)
В кино
- Виртуозы (телесериал)
- Воздействие (телесериал)
- 12 стульев
- Афера Томаса Крауна
- Золотой телёнок
- Гений
- Большой куш
- Блеф
- Афера
- 11 друзей Оушена
- 12 друзей Оушена
- 13 друзей Оушена
- Отпетые мошенники (1988)
- Отпетые мошенники (2008)
- Поймай меня, если сможешь
- Счастливое число Слевина (2006, США)
- Трест, который лопнул (1982, СССР)
- Белый воротничок (телесериал)
- Волк с Уолл-стрит
- Фокус
- Три богатыря. Ход конём
- Классик